# Tunel pod przełęczą Tende
Tunel pod przełęczą Tende (fr. Tunnel routier du col de Tende, wł. Traforo stradale del Colle di Tenda) – międzynarodowy tunel drogowy o długości około 3,2 km, przebiegający pod przełęczą Tende na granicy francusko-włoskiej. Obiekt powstał w latach 1878–1882 i w chwili otwarcia był najdłuższym tunelem na świecie, utrzymując ten tytuł do 1934 roku – wtedy otwarto w Liverpoolu Queensway Tunnel o długości 3 237 m; zaś do 1964 roku stanowił najdłuższy transalpejski obiekt tego typu.

## Historia
Plany zbudowania tunelu w tym miejscu są znacznie starsze, sięgające nawet XVII wieku. W momencie otwarcia tunel w całości znajdował się na terenie ówczesnego państwa włoskiego. Od 1947 roku przez budowlę przebiega granica Francji i Włoch.
Dawniej w tunelu odbywał się swobodny ruch dwukierunkowy, jednakże z powodu małej szerokości obiektu – 4,9 m – nie mogły mijać się pojazdy ciężarowe.
Obiekt znajduje się w ciągu trasy europejskiej E74. Łączą się z nim także francuska droga departamentalna D6204 (do 2005 roku droga krajowa N204) i włoska droga krajowa SS20.

## Stan obecny
Od 1990 roku przejazd był prowadzony wahadłowo, sterowany poprzez sygnalizację świetlną, która co pół godziny zmieniała kierunek ruchu.
Natężenie ruchu wynosiło 3 600 pojazdów na dobę, w niektóre z weekendów zwiększało się do 10 tysięcy.
Od 4 października 2020 roku tunel jest niedostępny, ze względu na zawalenie się po stronie francuskiej drogi prowadzącej do niego, w wyniku obfitych opadów deszczu spowodowanych przejściem huraganu Alex. Sam tunel również uległ uszkodzeniu.
Ze względu na rozległe zniszczenia po stronie francuskiej rozważano wybudowanie mostu dojazdowego przy portalu lub zmianę położenia tunelu po stronie francuskiej. 5 maja 2021 r. podjęto decyzję o budowie mostu. 

### Ograniczenia w ruchu
W ciągu przeprawy występują ograniczenia:
- z budowli nie mogą korzystać piesi, rowerzyści oraz pojazdy przewożące materiały niebezpieczne[11]
- na całej długości obowiązuje ograniczenie prędkości do 50 km/h oraz zakaz wyprzedzania[11][12]
- zakaz wjazdu pojazdów o wysokości przekraczającej 3,9 m[11][12]
- obowiązuje minimalny odstęp 50 m dla samochodów o masie do 3,5 t i 150 m dla cięższych pojazdów[11][12]

## Tunel kolejowy
W 1898 roku otwarto równoległy tunel kolejowy, o długości 8,1 km.

## Rozbudowa
W 2007 roku opracowano projekt rozbudowy obiektu. W lipcu 2014 roku rozpoczęto budowę drugiej tuby, z której docelowo mają korzystać pojazdy jadące w stronę Francji. Nowa tuba będzie miała jeden pas ruchu o szerokości 3,5 metra oraz pas awaryjny mający szerokość 2,7 m. Na realizację projektu przewidziano budżet w wysokości 176 milionów euro. Oddanie do użytku miało nastąpić w 2021 roku, razem z rozpoczęciem modernizacji już istniejącej konstrukcji zgodnie z nowymi wymogami bezpieczeństwa. Z powodu zamknięcia obiektu data otwarcia nowej części została odłożona w czasie.

## Dane statystyczne
- współrzędne geograficzne portali:
  -  44°08′21″N 7°34′14″E/44,139069 7,570458
  -  44°10′04″N 7°34′17″E/44,167828 7,571403
- wysokość nad poziomem morza:
  -  1280 m[4]
  -  1321 m[4]
- stopień nachylenia: 1% w kierunku Włochy – Francja[4]